# Скопин
Скопин (на руски: Скопин) е град в Русия, административен център на Скопински район, Рязанска област. Населението на града към 1 януари 2018 година е 26 112 души.

## Побратимени градове
- Столин, Беларус (2014)